# Gerber (California)
Gerber es un lugar designado por el censo ubicado en el condado de Tehama en el estado estadounidense de California. En el año 2010 tenía una población de 1.060 habitantes.

## Geografía
Gerber se encuentra ubicado en las coordenadas 40°3′36″N 122°9′0″O / 40.06000, -122.15000.